# Lomaspilis huenei
Lomaspilis huenei är en fjärilsart som beskrevs av Embrik Strand 1904. Lomaspilis huenei ingår i släktet Lomaspilis och familjen mätare. Inga underarter finns listade i Catalogue of Life.